# Lager italiani
Lager Italiani è un libro dello scrittore italiano Marco Rovelli pubblicato nel 2006.

## Contenuti
In questo libro, introdotto da Erri De Luca e con la postfazione di Moni Ovadia, l'autore narra, in forma di racconto, le storie - raccolte dalla viva voce dei protagonisti - di migranti che a causa della loro condizione di clandestinità si sono trovati a permanere, in condizioni di reclusione, all'interno dei centri istituiti dal governo italiano per la gestione dell'immigrazione clandestina. Rovelli sostiene nel libro che questi centri sono definibili come lager - laddove il termine lager rimanda al concetto di "campo", forgiato dal filosofo Giorgio Agamben sulla scorta dell'indagine sul totalitarismo di Hannah Arendt, e designa uno spazio dove il diritto è sospeso, destinato a coloro che sono privati dei diritti derivanti dalla cittadinanza. Dalle storie raccontate risulta come il soggetto recluso venga spesso sottoposto a vere e proprie forme di tortura, psicologica e fisica, senza alcun controllo di legalità.
Pur fra le polemiche derivanti dall'uso del termine lager, il libro ha sollevato nuovamente il problema della chiusura di questi centri, nonché la questione dei diritti umani nel loro nesso con i diritti di cittadinanza.

## Premi e riconoscimenti
Il libro ha ricevuto il "Premio scaffale" al Premio letterario della Resistenza città di Omegna.

## Edizioni
- Marco Rovelli, Lager Italiani, collana BUR - Futuropassato, Rizzoli, 2006,  p. 279, ISBN 88-17-01141-X.